# Ophiomyia rotata
Ophiomyia rotata este o specie de muște din genul Ophiomyia, familia Agromyzidae, descrisă de Spencer în anul 1965. Conform Catalogue of Life specia Ophiomyia rotata nu are subspecii cunoscute.